# Royal Portrush Golf Club
Royal Portrush Golf Club est un club de golf privé situé dans le comté d'Antrim, en Irlande du Nord. Le club comprend deux parcours, le Dunluce Links (le parcours des compétitions) et le Valley Links. Le premier est l'un des parcours de la rotation de l'Open Championship et a accueilli le tournoi pour la dernière fois en 2025.
En 1951, Royal Portrush accueille l'Open britannique , plus ancien tournoi du Grand Chelem de golf, pour la première fois. C'est aussi le premier Open a ne pas être organisé sur l'île de Grande-Bretagne. L'Open est revenu à Portrush en 2019, et il l'accueillera à nouveau à deux reprises d'ici 2040, à commencer par 2025. L'Irish Open s'y est déroulé en 2012, la première édition en Irlande du Nord depuis 1953.
Le parcours Dunluce Links est considéré comme l'un des meilleurs au monde. Golf Magazine l'a classé douzième dans sa liste des 100 meilleurs parcours du monde et Golf Digest l'a classé quatrième meilleur parcours en dehors des États-Unis en 2007.

## Localisation
Situé sur la côte nord d'Antrim, Royal Portrush occupe un triangle de dunes de sable avec vue sur les collines d'Inishowen dans le comté de Donegal à l'ouest, l' île d'Islay et le sud des Hébrides au nord, avec la Chaussée des Géants et les Skerries dans l'est. Le parcours est dominé par les ruines du château de Dunluce du XIIIe siècle, qui donne son nom au parcours de Dunluce.

## Histoire
Le Royal Portrush Golf Club a été fondé en 1888 sous le nom de County Club. Il est devenu le Royal County Club en 1892 sous le patronage duc d'York et a pris son nom actuel en 1895 sous le patronage du prince de Galles.
Le deuxième parcours, le Valley Links, est plus court et considéré comme moins exigeant que les Dunluce Links.

## L'Open britannique
L'Open Championship a été organisé à trois reprises au Royal Portrush: Max Faulkner a remporté son unique titre majeur en 1951 ; en 2019, où Shane Lowry l'a emporté puis en 2025.
| Edition | Vainqueur    | Score | Score | Score | Score | Score     |
| Edition | Vainqueur    | R1    | R2    | R3    | R4    | Le total  |
| ------- | ------------ | ----- | ----- | ----- | ----- | --------- |
| 1951    | Max Faulkner | 71    | 70    | 70    | 74    | 285 (−3)  |
| 2019    | Shane Lowry  | 67    | 67    | 63    | 72    | 269 (−15) |
| 2025    | [[]]         | ..    | ..    | ..    | ..    | ... (−..) |

## Cartes de pointage

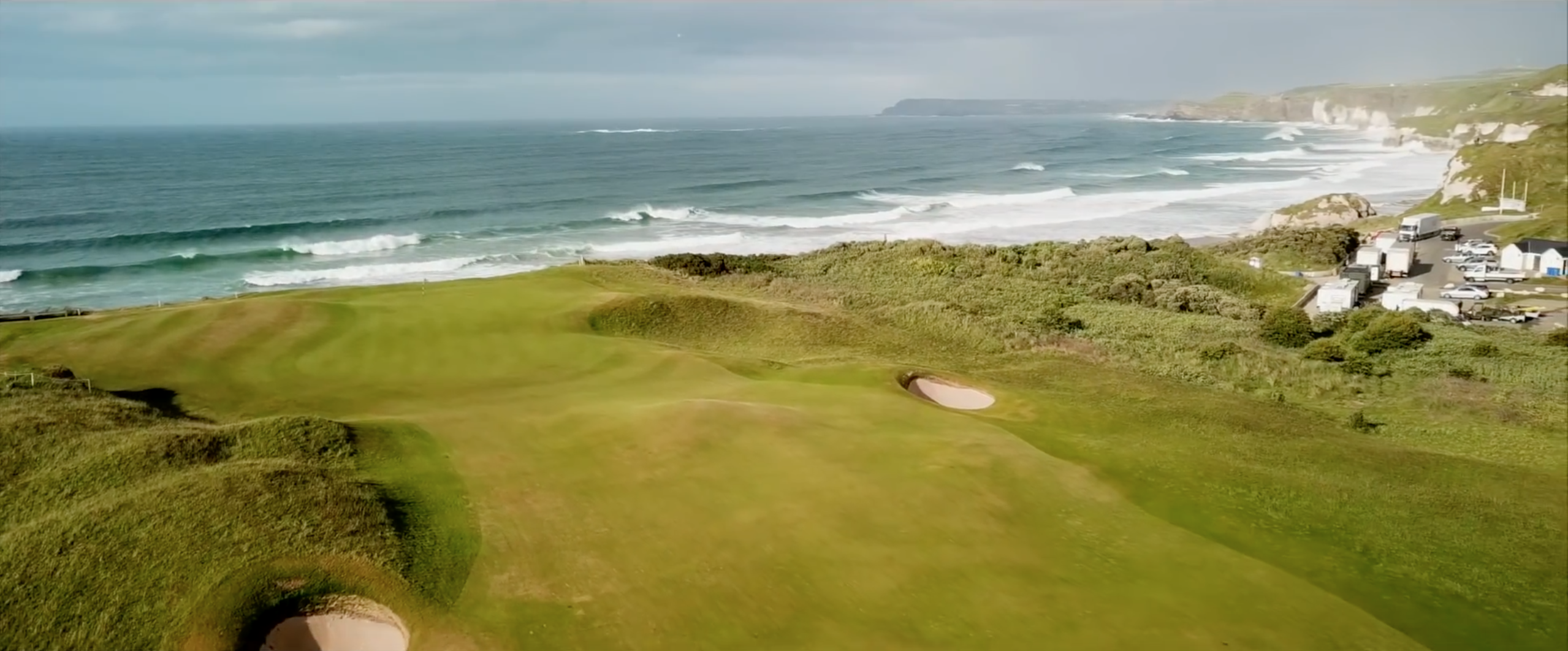
5e trou
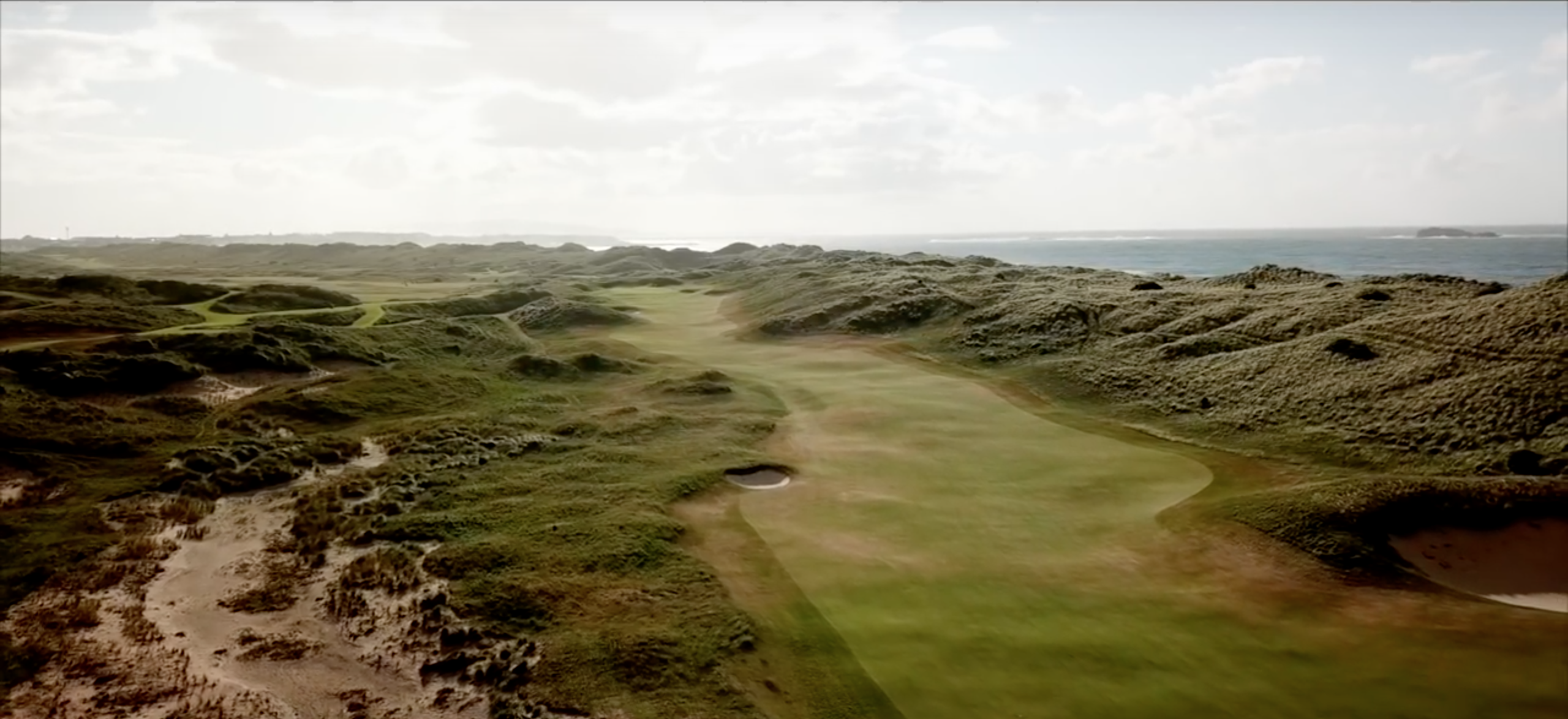
7e trou
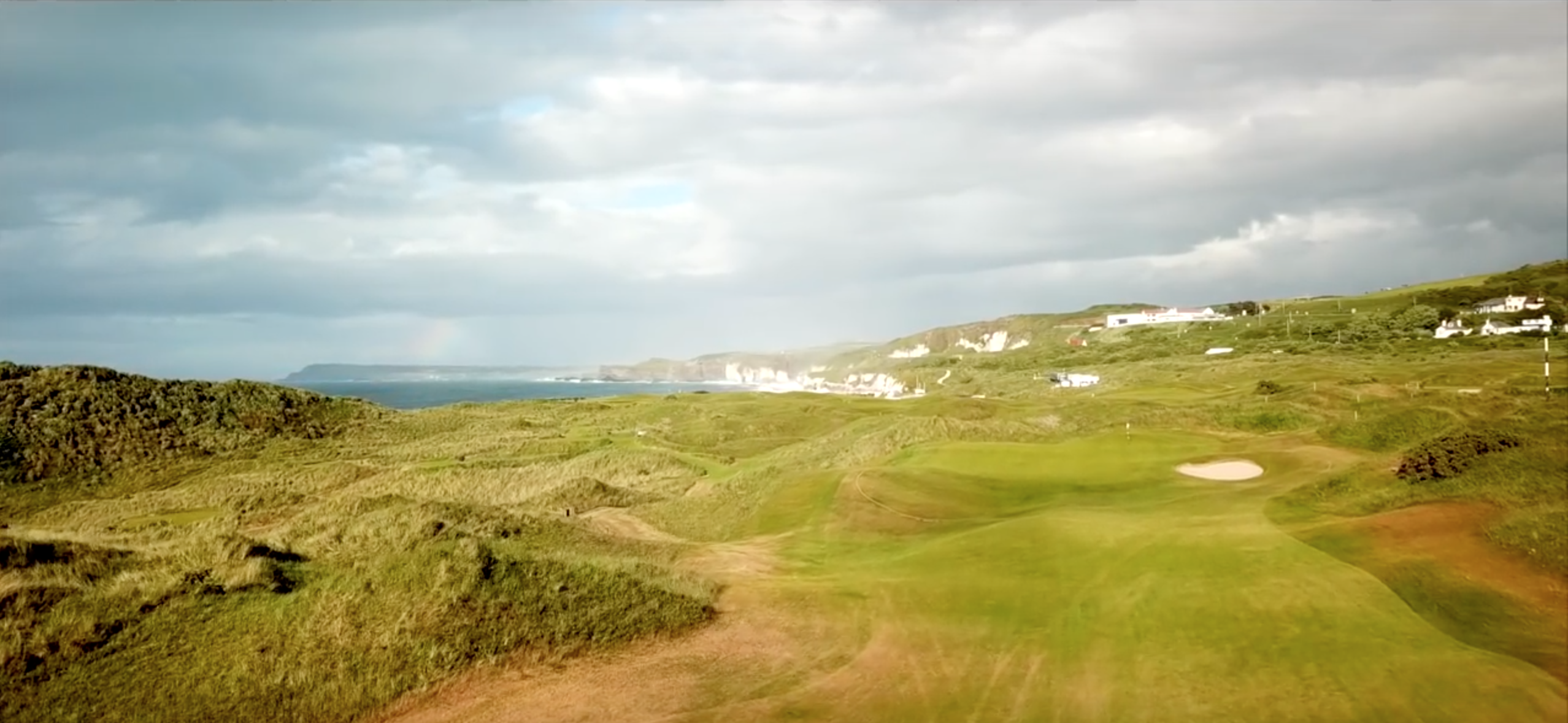
8e trou

|  | Open britannique |
|  | Open d'Irlande   |

| 1951             | 2012   | 2019  |       |       |        |     |       |
| Hughie's         | 1      | 4     | 400   | 416   | 1      | 4   | 421   |
| Giant's Grave    | 2      | 5     | 510   | 528   | 2      | 5   | 574   |
| Islay            | 3      | 3     | 160   | 174   | 3      | 3   | 177   |
| Fred Daly's      | 4      | 4     | 455   | 479   | 4      | 4   | 482   |
| White Rocks      | 5      | 4     | 398   | 411   | 5      | 4   | 374   |
| Harry Colt's     | 6      | 3     | 200   | 189   | 6      | 3   | 194   |
| Curran Point     | n/a    | n/a   | n/a   | n/a   | 7      | 5   | 592   |
| Dunluce          | n/a    | n/a   | n/a   | n/a   | 8      | 4   | 434   |
| P.G. Stevenson’s | 7      | 4     | 426   | 431   | 9      | 4   | 432   |
| Himalayas        | 8      | 4     | 380   | 433   | 10     | 4   | 447   |
| Tavern           | 9      | 5     | 444   | 475   | 11     | 4   | 474   |
| Dhu Varren       | 10     | 5     | 473   | 478   | 12     | 5   | 532   |
| Feather Bed      | 11     | 3     | 167   | 191   | 13     | 3   | 194   |
| Causeway         | 12     | 4     | 400   | 412   | 14     | 4   | 473   |
| Skerries         | 13     | 4     | 380   | 418   | 15     | 4   | 426   |
| Calamity Corner  | 14     | 3     | 208   | 210   | 16     | 3   | 236   |
| Purgatory        | 15     | 4     | 367   | 391   | 17     | 4   | 408   |
| Babington's      | 16     | 4     | 440   | 442   | 18     | 4   | 474   |
| Glenarm          | 17     | 5     | 520   | 581   | n/a    | n/a | n/a   |
| Greenaway        | 18     | 4     | 476   | 484   | n/a    | n/a | n/a   |
|                  |        |       |       |       |        |     |       |
|                  | Aller  | 36    | 3,373 | 3,536 | Aller  | 36  | 3,664 |
|                  | Retour | 36    | 3,429 | 3,607 | Retour | 35  | 3,680 |
|                  | Total  | 72    | 6,802 | 7,143 | Total  | 71  | 7,344 |
|                  |        |       |       |       |        |     |       |
|                  | Ref:   | [ 4 ] |       | Ref:  | [ 5 ]  |     |       |

- 5e trou
- 7e trou
- 8e trou